# リボキナーゼ
リボキナーゼ（Ribokinase、EC 2.7.1.15）は、以下の化学反応を触媒する酵素である。
ATP + D-リボース {\displaystyle \rightleftharpoons } ADP + D-リボース-5-リン酸
従って、この酵素の基質はATP、D-リボースの2つ、生成物はADP、D-リボース-5-リン酸の2つである。
この酵素は転移酵素、特にアルコールを受容体とするホスホトランスフェラーゼに分類される。この酵素の系統名は、ATP:D-リボース 5-ホスホトランスフェラーゼ(ATP:D-ribose 5-phosphotransferase)である。この酵素は、ペントースリン酸経路に関与している。
リボキナーゼは、糖キナーゼのホスホフルクトキナーゼB（PfkB）ファミリーに属する。このファミリー（RKファミリーとも呼ばれる）の他のメンバーには、アデノシンキナーゼ、イノシンキナーゼ、フルクトキナーゼ、1-ホスホフルクトキナーゼが含まれる。PfkB/RKファミリーは3つの保存された配列モチーフの存在によって同定され、このファミリーのタンパク質の酵素活性は一般的に五価イオンの存在に対する依存性を示す。PfkBファミリーのタンパク質に独特の性質である、保存されたNXXEモチーフが五価イオン依存性に関係している。リボキナーゼや他のPfkBファミリータンパク質の構造は多くの種で決定されている。アデノシンキナーゼと他のPfkBファミリータンパク質の配列類似性は低いが、タンパク質の構造レベルではきわめて類似している。

## 構造
2007年末時点で、7つの構造が解明されている。蛋白質構造データバンクのコードは、1GQT、1RK2、1RKA、1RKD、1RKS、1VM7及び2FV7である。

## 関連文献
- Agranoff BW and Brady RO (1956). “Purification and properties of calf liver ribokinase”. J. Biol. Chem. 219:  221–229.
- GINSBURG A (1959). “A deoxyribokinase from Lactobacillus plantarum”. J. Biol. Chem. 234 (3):  481–7. PMID 13641245.